# Amir Eshel
Le général Amir Eshel (né en 1959 à Jaffa) est un officier pilote dans les Forces de défense israéliennes, commandant en chef de l'armée de l'air israélienne de 2012 à 2017. Major-général depuis 2008, Eshel est un ancien chef de la Direction de la planification de Tsahal.